# Metaphaena tricolor
Metaphaena tricolor är en insektsart som beskrevs av Schmidt 1905. Metaphaena tricolor ingår i släktet Metaphaena och familjen lyktstritar. Inga underarter finns listade i Catalogue of Life.